# Stefaan Degand
Stefaan Degand (Wevelgem, 13 oktober 1978) is een Vlaams acteur, die voornamelijk in het theater speelt. Bij het grote publiek werd hij vooral bekend als Dieter De Leus uit de fictiereeks De Ronde.

## Biografie
Stefaan Degand studeerde in 2003 af aan de afdeling Drama van het Herman Teirlinck Instituut (klas Studio). Daarna speelde hij mee in talloze theaterproducties van onder meer Theater Antigone, HETPALEIS en Het Toneelhuis. In 2007 had hij een rol in de miniserie Koning van de Wereld. Hij had ook een kleine rol in de film Bo.
In 2011 kende Degand zijn doorbraak bij het grote publiek met rollen in de film Rundskop en in de televisieserie De Ronde. In laatstgenoemde serie speelt Degand de rol van Dieter De Leus, een hyperactieve vertegenwoordiger van een onderhoudsbedrijf, die tot zijn grote teleurstelling de Ronde van Vlaanderen niet kan volgen vanuit een vipbusje. Na de eerste aflevering van De Ronde werd De Leus' oneliner "Da meen dje nie" een catchphrase, ook “Aj moe kakn moej kakn” werd bekend.
In 2011 was hij ook te zien in Red Sonja op Canvas als François. In 2012 vertolkte hij de rol van Frederique in de langspeelfilm Weekend aan Zee. Later dat jaar nam hij ook de rol van Budo op in de fictiereeks Quiz Me Quick en in de rol van Roger in Clan. In 2013 was hij te zien in vier fictiereeksen: in De Ridder als Atil Abdurahmanovic, in Connie & Clyde als Pascal, in Albert II waar hij de rol van Laurent van België speelt, en een bijrol in de fictiereeks Eigen kweek. In 2014 was hij te zien in het vierde seizoen van  Tegen de Sterren op. In januari 2015 was Stefaan ook kort te zien in De Biker Boys, de fictiereeks van Bart de Pauw. Vanaf 2013 is Stefaan te gast als jurylid in het spelprogramma De slimste mens ter wereld op VIER.
In januari-februari 2024 was Degand te zien in het zesdelige VRT-televisieprogramma Maestro Degand, waarin hij een grote droom waarmaakte: het dirigeren van de Vierde symfonie van Johannes Brahms. Omdat hij geen muzikale opleiding had, nam hij een jaar de tijd om zich hierop voor te bereiden onder leiding van Pascale Van Os en Antony Hermus. Dat jaar werd afgesloten met een uitvoering waarbij hij in een uitverkocht Bozar te Brussel het Belgian National Orchestra dirigeerde.

## Privé
Degand werd in 2014 vader van een dochter. In juli 2017 verloor hij tegelijk zijn echtgenote en zijn nog ongeboren tweede kind, toen zijn zwangere vrouw plotseling overleed aan een hersenvliesontsteking.